# ジャンボーグA
『ジャンボーグA』（ジャンボーグエース）は、1973年1月17日から同年12月29日までNET系列で放送された毎日放送、円谷プロダクション制作の特撮テレビ番組。全50話。また、劇中に登場した巨大ヒーローの名称でもある。

## あらすじ
地球から遥か15光年離れたグロース星からグロース星人が巨大怪獣による地球侵略を開始した。グロース星人に兄を殺された民間航空会社のパイロット・立花ナオキは、全宇宙の平和を願う地球の兄弟星・エメラルド星人から、地球を守るための巨大ロボット「ジャンボーグA」を贈られる。ナオキは愛機の小型プロペラ機（セスナ）から変身するジャンボーグAを駆って、防衛戦で殉職した兄が隊長を務めていた地球パトロール隊「PAT」とともに、グロース星人と戦う。
第27話からは、軽自動車（ホンダ・Z）から変身する2号ロボ「ジャンボーグ9（）」も登場、ナオキがAと9を状況に応じて使い分けることとなった。

## 概要
本作品は、『ファイヤーマン』や『ウルトラマンタロウ』と並んで円谷プロ創立10周年記念番組として「単純明快なヒーローアクション」を目標に制作された経緯がある。また、タイでも放映され人気を博し、第48話と最終話を再編集した『ジャンボーグA&ジャイアント』というオリジナルの劇場映画も制作、上映された。
本作の原型は1966年に遡り、『ウルトラマン』第1話の脚本執筆が難行していた折りに、並行して先行雑誌展開中の小学館とのヒーロー企画・巨大ロボットに円谷側が興味を示したことが明記されていて、これが後のジャンボーグAとなった。
1969年に田口成光が提出した企画書をもとに、1970年に小学館の学年誌（『小学一年生』など）に漫画『ジャンボーX』および『ジャンボーグA』として連載された（「#漫画」参照）。その後は、円谷プロによる『ゴッドマン』や『ザ・グレイトマンAD2000』などの企画を経て、1972年の春に毎日放送が円谷プロに放送枠を提供することで映像化に至った。
ジャンボーグAと9は、劇中では「サイボーグ」と呼称され、その名前も「巨大な人造人間」を意味するジャンボー＋サイボーグに由来し、そこに第一線で活躍するという意味の「エース」を加えたものとなっている。ムック誌『ウルトラマンAGE』Vol2（p.81）によれば、円谷プロが「人間がロボットに搭乗するのを人間と機械が一つになる」と解釈し、あえてサイボーグと明記したとのこと。実際着ぐるみ自体もウルトラマンなどのものに近く、企画書でもロボット然としたものではなく人間が巨大化したような形であることが強調されている。主人公のナオキがAおよび9、さらに素体であるセスナ機と車を愛馬のように優しくなでて語り掛ける描写も数多く見られる。
なお、ウルトラマンとの差別化を図るため、ジャンボーグAと9のデザインについては、顔や胴体などの随所にウルトラマンとはかなり異なる意匠を持つこととなった。
また、後半は当時話題になっていた「オカルト」を取り入れた怪奇性の強いエピソードも続出し、幻想的なデザインの怪獣も見られた。
本作は、『ミラーマン』の主要スタッフが引き続き制作に当たっている。第32話からは『ミラーマン』に登場した防衛隊である「SGM」が戦闘機ジャンボフェニックスとともに登場し、併せてSGMの村上チーフがPATの隊長に就任し、第43話からは同じくSGMの安田隊員もPATに入隊するなど『ミラーマン』の作品世界とつながりのある描写がなされている。また、『ミラーマン』で主演した石田信之も、第12・13話に岸京一郎役でゲスト出演した。プロデューサーの淡豊昭は、『ミラーマン』の時に比べて余裕ができたものの、本作より『ミラーマン』のほうが夢中で取り組んでいたと述べている。
毎日放送が万創をメインスポンサーに、1973年1月17日から水曜19:30 - 20:00枠で開始した本作は、放送開始1週前の前夜祭も兼ねた特別番組『ちびっ子集まれ! まんが・怪獣・大集合』、火曜19:00 - 19:30枠の『明色 新・お笑いゲーム合戦』にジャンボーグAの着ぐるみをゲスト出演させるなど番組宣伝にも力を入れ、制作局の毎日放送と資本関係が強かった毎日新聞大阪本社発行の土曜日夕刊では、本作の最新情報を頻繁に掲載。神戸オリエンタル・ホテルで行われたちびっこ祭りで、毎日放送が主役の立花直樹と『仮面ライダーV3』の宮内洋を共演させるなどのイベントも行われた。しかし、本作品の商品化権を独占していた万創は1973年6月19日に倒産。毎日放送や円谷プロに経済的なダメージを与える結果となった。

## 登場人物

### 立花家
立花 ナオキ
本編の主人公で大利根航空に勤めるパイロット兼整備係の青年。愛用のセスナ機「ジャンセスナ」を操縦する。
兄でPAT隊長の信也がグロース星人との戦いで殉職したことを知り、仇を討つために無謀にもジャンで怪獣に特攻、撃墜されるが墜落する寸前にエメラルド星人に救われる。そこでエメラルド星人から、グロース星人の魔手から地球を守るよう依頼され、ジャンボーグAを贈られる。
直情的な性格で、当初は仇討ちの気持ちが先立つあまり、猪突猛進ぶりを見せ、その身勝手な行動がPATの面々に煙たがれることも多かった。第12話ではこの無謀さが仇となり、岸隊長を殉職させてしまうこととなった。当初はエメラルド星人の忠告を聞かずに敵と戦ってピンチを招く、というパターンが多かったが、戦いの中で徐々に成長し、落ち着きと正しい判断力を身に付けていく。
キックボクシングの心得があり、ジャンボーグAの戦闘時に役立てている。
ジャンセスナが故障していた時には、伴野からPATの臨時隊員を命ぜられたこともあった。
- 初期企画書での名称は「真一」、確認資料での名称は「牧 羊介」。

立花 和也
小学生。信也の一人息子でナオキの甥にあたる。
ナオキを兄のように慕い、よく一緒に行動するが、それゆえグロース星人が起こす事件に巻き込まれることも多い。また母・茂子がPAT基地内で経営するスナックを手伝うこともある。第6話ではジャンセスナを買い戻そうとするナオキを手助けしていた。
ジャンボーグAを亡き父・信也の生まれ変わりと信じる夢見がちな性格で、かつAに対する過剰な依存心を見せ、それを母に咎められても反発するほど。
立花 茂子
和也の母。ナオキの義姉（兄嫁）にあたる。
夫である信也の殉職後、PAT基地内でサロン「スナック・PAT」を経営しながら、和也を女手一つで育てている。和也と親しく接するナオキに感謝する一方、怪獣出現に際し危険を顧みないナオキと和也をいつも気遣っている。
ナオキがジャンカーZを購入する際には、結婚指輪を質入れして借りたお金を貸している。

### PAT（パット）
地球パトロール隊の通称名で、Pro-tective Attack Teamの略。
宇宙からの侵略や大規模な異変、怪事件に対応するための組織。世界各地に支部があり、日本支部は関東近辺の某山脈の地下にある。また、宇宙航空研究所や航空防衛隊ミサイル基地、宇宙防衛基地などの関連施設が各地にあり、必要に応じて使われる。日本支部の実動員は少数で、その他に警備員、作業員、技術者などが基地内で多数働いている。ヨーロッパ支部がグロース星人の地球基地の一つを壊滅させる（第24話冒頭の台詞より）など怪獣相手でなければグロース星人に打撃を与えられる戦力を有しており、グロース星人も度々PAT基地をスパイ・破壊工作の標的にした（第23-24話）。
PATスーツは男女共通のデザインで、耐熱・耐寒・防弾機能に優れている。気密性が高いため、短時間であれば宇宙服としても使用可能。また、強力なレーザーガンPATガンを携帯する。
PATは多くの殉職者や異動する隊員が出た組織である。特に隊長の戦死や異動が多く、隊長は劇中3回も変わる。第1話から最終話まで登場したのは熊井、野村の2名のみである。
立花 信也（）
PAT日本支部の初代隊長でナオキの兄。彼のキックボクシングのトレーナーもしていた。グロース星人の侵略活動が始まった際に、キングジャイグラスの攻撃に晒された少女を庇い、破壊された崖の破片の直撃を受け殉職する。主に回想シーンに登場し、新規撮影分では第44話で茂子の見た夢の中に登場している。愛車だった青いマツダ・コスモスポーツは腕時計とともにナオキが形見としてもらい受けている。
岸 竜蔵（）
設定年齢36歳。立花隊長の後を受け、チーフから二代目隊長に昇格。沈着冷静で的確な判断を下す一方でなかなかの熱血漢。突出した行動が目立つナオキを「でしゃばり」呼ばわりしたこともある。第12話の大阪での対デッドファイヤー戦で、炎上するファイティングスターで特攻。休暇でPATヨーロッパ支部から日本に戻っていた弟の京一郎に後を託して殉職する。
設定では、活動的で快活であり、冷静さの中にも行動力がある人物とされている。
浜田 守（）
岸の隊長昇格と同時にPATのチーフに就任し、岸の死後は三代目隊長に昇格する。飛行技術に長けており、慎重な性格で部下の面倒見もいい人格者。当初は熊井とともにナオキに対して反感を抱いていたが、ナオキがPATに協力的になり危険に遭遇する機会も増えたことで、彼を気遣う場面も見られた。後に、ヨーロッパのPAT隊長会議に出席するため戦線を離脱。以後、本編に登場することはなかった。
設定では、慎重派で笑顔を見せない人物で飛行技術に長けた人物とされている。
- 初期企画書での名称は「沢田 守」で「サワさん」の愛称があり、設定年齢は30歳とされていた。その後の企画書では年齢は27歳とされている。

熊井 五郎（）
設定年齢25歳。メンバー一の巨漢で三枚目な性格。当初はナオキを信用せず、衝突することもしばしばあった。しかし次第に打ち解け、ともに行動することも増える。また、メンバー随一のお祭りや行事好きであり、誰よりも楽しんでいる。意外に気が小さく、Aや9に対する依存心を見せることもある。第14話からは浜田の隊長昇格に伴い、チーフに昇格している。第38話以降は主にバモスI世に搭乗する。
- 初期企画書では「クマゴロー」の愛称があった。

野村 せつ子（）
PATの紅一点。しばしば戦闘に参加し、主に隊長とともにファイティングスターで出撃する。一度だけナオキに「お前こそアンパンみたいな顔しやがって！」と罵られて大いに憤慨したことがある（第2話）。密かにナオキに対して好意を抱いており、重度の白血病で余命幾許も無い友人にナオキとのデートをセッティングしたり（第8話）、ジャンセスナの修理を夜通し行うナオキに夜食を届けたりするなど（第10話）、お節介で口うるさいところがあるが、いかなる相手にも気遣いは忘れない。熊井とともに最後まで活躍した。
- 初期企画書での名称は「別所友子」で「トモちゃん」の愛称があり、設定年齢は21歳とされていた。その後の企画書では年齢は18歳とされている。

風間 一平（）
第14話で入隊した新人隊員。これ以前の第9・10話で、一度ナオキの勤める大利根航空に現れて、ナオキと専属パイロットの座を争ったこともある。お調子者で、熊井と組むことが多かった。第19話では母親に自分の活躍を見せたいがために功を焦り、危うく東京への核弾頭投下という最悪の事態を招きそうになる。その責任をとって、実家のある北海道のレーダー基地へと更迭処分になった。
大羽 健次（）
一平とともに入隊した新人隊員。当初は軽率な発言をしたりAに依存したりと半人前なところを見せたが、的確な判断力を身につけて活躍の機会を増やしていく。慌てることもあるが基本的には穏やかな性格の持ち主。第42話でサタンゴーネとババラスに捕らえられたナオキと和也を救うため敵基地に侵入した際に、ナオキたちを庇ってババラスの攻撃を受け、殉職する。
村上 浩（）
第32話からPATの隊長代理として浜田隊長不在の間を引き受け、後の四代目隊長となる。アフリカ戦線で活躍していた元SGMのチーフで、着任当初はSGM時代の制服にPATのバッジを着けた服装だった。当初は隊員たちに厳しい態度をとっていたが、すぐに打ち解ける。かつてナオキの兄である立花元隊長に命を救われたことがあり、厳しさもその恩に報いるためだった。持ち前の正義感と確かな実力で、隊員たちを引っ張っていく。
- 当初はハンターQに乗って駆けつける予定であったが、ミニチュアの製作が間に合わなかったため、ジャンボフェニックスでの登場となった。
- 隊長の交代劇は田口成光によれば毎日放送側から模様替えを求められた結果だという。そのため当初の予定にはなかった『ミラーマン』とのクロスオーバーが実現した。

安田 秀彦（）
元SGMの隊員。第43話から補充要員としてPATに参加する。SGM所属当時の気の弱い性格から一転し、クールで優しいベテラン隊員になった。『ミラーマン』登場時とは異なり、メガネは着用していない。また、参入時におみやげとして和也に自分の人形と自己紹介の紙の入ったびっくり箱をプレゼントするなど、皆のムードメーカーでもある。
岸 京一郎
第12・13話に登場した岸 竜蔵の弟。PATヨーロッパ支部に在籍しており、休暇で日本に一時帰国したところに、デッドファイヤーが出現。兄・竜蔵とともに出動するが、その目前で兄を喪う。ナオキ同様、キックボクシングの心得があり、ナオキに「左のガードが甘い」と指摘。怒ったナオキの左に強烈な一撃を与えてKOさせている。また、ジャンボーグAの戦い方がナオキ同様に左のガードが甘い点から操縦者がナオキであることを看破した。その後、ジャンボーグAの操縦者を解任されたナオキから、エメラルド星人からジャンボーグAを贈られることを聞かされるが、休暇が終われば隊員としてヨーロッパに戻らなければならない義務があること、そして「PATの隊員としてPATの武器で戦う」と告げて、操縦者の座を固辞。その後、操縦者に復帰したナオキをジェットコンドルでサポートして怪獣を撃破。休暇を終える日にナオキと固い友情の握手を交わしてヨーロッパに戻った。
小野寺
日本支部参謀。

### エメラルド星人
エメラルド星に住む、平和を愛する宇宙人で、母星を「地球の兄弟星」と語る（第1話）。ただし、ナオキ以外の地球人には自分たちの存在を知らせておらず、第21話では、グロース星人の謀略で地球侵略基地があると誤認させられたPATがエメラルド星を目標にミサイルを発射し、ジャンボーグAが着弾直前に撃墜する一幕があった。
彼らもまたグロース星人の侵略と戦っており、立花ナオキに託したジャンボーグAも、グロース星人への対抗のために彼らの科学力を結集して製作したものである。必要に応じて巨大化できる。また地球での行動時間には制限があり、地球で活動する際にはカラータイマーを身につけている。立花ナオキの夢に出てきて忠告するシーンが多かった。
劇中にはナオキにジャンボーグAを与えた星人と、その息子のカイン、そしてジャンボーグ9を届け、その後ナオキを支援するため自らジャンボーグ9に乗って共闘した星人の3人が登場する。3人目は1人目の星人と声は同じだが、胸にカラータイマーがあるため同一人でないらしく、関連書籍などでは「3代目」と称される。
- デザインは米谷佳晃[10]。米谷は体色をエメラルドとミラーマンを意識した緑系の色と想定していたが、予算と時間の都合からウルトラマンのスーツを改造することとなったため実現しなかった[10]。カインのスーツは帰ってきたウルトラマンを改造したもので、マスクは新規に造形された[30]。
- 『大怪獣バトル ウルトラ銀河伝説 THE MOVIE』に登場した宇宙警備隊隊員・候補生と光の国の市民はエメラルド星人をモデルにデザインされている[31]。

### その他
伴野 大作
大利根航空社長。同社の社員はナオキ1人、保有機もジャンセスナ1機のみの超零細企業である。
かつてはPATで地球防衛活動に従事しており、第一線から離れた後もOBとしてPATに協力することがある。
人情に篤く、ナオキや和也の良き理解者でもある。第35話まで登場。
野村 由起
SGM隊員。第32話で村上隊長とともにジャンボフェニックスで日本に帰還し、マッドゴーネとの決戦に参戦する。この回のみの登場。

## 登場ヒーロー

### ジャンボーグA
エメラルド星人が造った宇宙サイボーグ。地球をグロース星人から守るため、キングジャイグラス戦で被弾したセスナ機をエメラルド星人が回収・改造し、立花ナオキに託した。第27話でマッドゴーネが操るジャンキラーの攻撃を受けて大きな損傷を受け、一度は再起不能に陥るが、エメラルド星人の力とナオキの懸命な修理によって蘇り、最終決戦直前で損傷するまで2号ロボであるジャンボーグ9とともにナオキの戦力となった。
普段はナオキの乗る旧式セスナの形態で、劇中ではジャンセスナ（通称「ジャン」）と呼ばれる。ナオキの「ジャン・ファイト！」の掛け声で空中回転しながらセスナから変身し、「フライト・リターン！」の掛け声で空中回転しながら元のセスナに戻る。ジャンボーグAへの変身にはナオキ、セスナ、および兄の形見の腕時計を必要とする。この腕時計はエメラルド色に輝き、グロース星人の活動開始と変身可能であることを知らせる（9も同様）。
コクピットは左眼の奥にあり、そこに立ったナオキの身体の動きを脳波伝達用ヘッドギアおよびヘッドホン、制御ワイヤーによって忠実にトレースする。周囲の様子は頭部のカメラによって、前にある大スクリーンに映し出される。座席や操縦桿の類が室内にまったく存在しない、コントロール・バイ・ワイヤーになっている。
地球上はもちろん、宇宙空間も飛行可能。弱点は背部に内蔵されている燃料タンクで、ここを敵に狙われたこともある。また、活動エネルギーが少なくなると、腰のバックル部分に取り付けられた警告ランプが警告音とともに点滅する。万一燃料切れで動けなくなった時などには、足の裏にあるハッチから脱出できるほか、作戦上急を要する時には、テレポート光線を用いてAのコックピットから9のコクピットに直接移動することや、飛来してきたジャンボーグAが直接ナオキをコクピットに収容することも可能。
デザイン・造形
デザインは米谷佳晃が担当した。頭部はミラーマンを踏襲して目鼻を際立たせており、ウルトラシリーズとの差別化を図っている。検討用のデザイン画では眼が青かった。
造型は開米プロダクションが担当。頭部両サイドのアンテナは、自動車部品のアンテナを使用している。

必殺技・武器
ビームエメラルド
額のジャンカッターから放つエメラルド色の破壊光線。最も使用頻度の高い光線技で、数多くの怪獣を葬った。
ヘッディングキラー
エメラルド合金でできた頭部のジャンカッターにエネルギーを集め、飛行しながら全身をエメラルド色に輝かせ（第一話では頭部のカッターだけを輝かせていた）敵めがけて突っ込んで相手の頸部を切断する荒技。ジャンボーグAをあらゆる面で上回る能力を持つゴールデンアームや偽デモンゴーネのような強敵相手の決め技に使われる事が多く、ビームエメラルドと並んで、ジャンボーグAの代表的な必殺技。
ハンディングフラッシャー
手から放つ光線の総称。両耳のジャンシーバーに両手を当ててから放つ手裏剣状光弾、両手を耳に当てずに放つ手裏剣状光弾、両手を合わせて放つ高熱光線、右手先にエネルギーを集中させて放つカッター状光弾、後期に多く使用されたマシンガン状に放つやや大型の光弾と、数パターンのスタイルがある。主に牽制技として使われるが、カッター状光弾はデッドファイヤーを倒した。
ゴールデンレザー
手から放つ光線で、ビームエメラルドやハンディングフラッシャーよりも強力。キングテットゴンにダメージを与えた拳にエネルギーを集めてパンチを繰り出すタイプ、ストーンキングとエアドルメンを倒した両手を前方に突き出して放つ光弾、キングビートルを倒した両手を前方に突き出して放つ光線の3タイプがある。光弾タイプは別名「ハンディングサンフラッシャー」。
必殺・風車（かざぐるま）
空中で高速側転し、虹色の円を描きつつ光線を放つ技。グラスキングにダメージを与えた。2回目の使用時から、回転しながら体当たりして敵を切断する必殺技に変わった。
ジャンサーベル
腹部のシャッター（ジャンポケット）を開けて取り出す、赤色の剣。投げつけて使用することもある。アンチゴーネとサタンゴーネにとどめを刺した武器である。
ジェットナイフ
ジャンポケットを開けて取り出す、釵によく似た2本の短剣状の武器。投げつけて使用する。
ジャンキャノン
ジャンポケットに内蔵されている2門のキャノン砲。ゴールドドラゴンに使用したジャンミサイル、マッドサタンを枯らした枯葉剤、レーザー光線を発射する。
フライングキック
空中から落下時の重力で破壊力を増したキック。第1話、第7話で使用。
ジャンシャワー
指先から消火液を噴射する。第3話で炎上しているジェットコンドルを消火した。
ジャンフラッシュ
第11話で処刑台から脱出するために使用されたジャンポケットから放射するフラッシュ光線。胸の中心部が光り、後方にある処刑台を爆破した。ナオキのジャンスーツベルトの横にあるスイッチを押すと発動する。
ジャンレザー
バックル部のランプから放つ光線。大量のエネルギーを消費する。ドクロスキングを倒した。劇中では「レザー」と呼称されている。
アイフラッシャー
両目から放射する高熱光線。フリーザーキラーのフリーザー光線で凍りついたファイティングスターやカインの氷を溶かした。
ハンディングスライサー
手裏剣状の青い連続光弾。フリーザーキラーに使用したが、あまり効果がなかった。
エメラルドハリケーン
物体に憑依した宇宙人を分離させる全身から放射する渦巻き光線。ダンプコングからグロース星人を分離させて元のダンプカーに戻した。
サンフラッシャー
太陽エネルギーを全身から拡散放射する高熱光線。ノンビリゴンにダメージを与えた。
スクリューハリケーン
ジャンプして体を回転させ、両手から放つ渦巻状光線。2発でオネストキングを倒した。
テレポート光線
目から放射する光線でナオキを操縦席に転送する。

### ジャンボーグ9
ナオキが茂子から借金して買った軽自動車ホンダ・Z（「ジャンカーZ」、通称「ジャンカー」）をエメラルド星人が用意した「3つの命」のひとつを与えて誕生したジャンボーグ2号。ナオキの「ジャン・ファイト・ツー・ダッシュ！」の掛け声でジャンボーグ9に変身し、再びジャンカーに戻る際には「クイック・リターン」の掛け声で足元のペダルを踏み、ハンドルを引くことで瞬時に変身する。9登場後のナオキは、Aと9を相手に合わせて使い分けているが、最終決戦には9を用いている。
体の半分が銀色、半分がファイヤーオレンジというインパクトのある塗装（ジャンカーも同様）と、リベットの目立つ胸部装甲などが外見的な特徴。腕力・脚力と装甲はジャンボーグAを上回り、Aでさえ手こずった敵怪獣にも対抗できる戦力となったが、素体が乗用車であるために空を飛ぶことができないという致命的な弱点がある。その代わり、地上をマッハに近い速度で走ることが可能な機動力を持つ。
操縦方法も身体動作のトレースではなく、左眼の奥にあるコクピットで車の機能を活かしたハンドルと両足のペダルにより手動操作される。マニュアルシフトも生かされており、ギアチェンジを行うことによって9の前進速度なども変化する。なお、戦闘時にはエンジン音やブレーキ音に似た駆動音を発する。
前述のとおり空は飛べないが、宇宙でも戦闘可能であり、デモンゴーネとの最終決戦においてジャンボーグAが出撃できなくなった際には、ナオキの機転でPATの月観測用ロケットをジャックして月面へ飛んだ。
第47話ではデモンゴーネによって作動不能にされたうえ、ナオキがAに乗り換えた後に念力で操られてしまったが、動きを止められた後にエメラルド星人が搭乗し、初めてAと共闘している。なお、エメラルド星人の操縦シーンはない。
デザイン・造形
デザインは美術スタッフの大澤哲三によるもの。左右非対称のデザインやウルトラマン系の眼などには、米谷佳晃の提案も取り入れられている。主に小学生の視聴者を対象に、デザインを公募するというキャンペーン企画が行われた。
ジャンカーの仕様は登場初期と後期で一部異なっており、途中からフォグランプやオーバーフェンダー、アルミホイールを装着している。

必殺技・武器
ブーメランカッター
頭部に装着されているクロスカッターを発光させて敵に投げつける必殺技。敵の周囲を飛行して敵を爆破するタイプと、切断するタイプの2種類がある。また、ミラクルフラッシャーを吸収できる能力も持つ。劇中では「ブーメランカット」と呼称され、それに準じた表記をしている書籍もある。
ゴールデンレザー
ジャンボーグAの使う金色の破壊光線と同様のものだが、9は両眼から放つ。ジャンボーグAを倒した強敵ジャンキラーを倒した。アルマジゴンやマッドゴーネなどにも使用しているが、この技で葬ったのはジャンキラーだけである。
ハンディングフラッシャー
両手を前方へ突き出して放つ2色の破壊光線。アルマジゴンやマッドゴーネにダメージを与えたほか、デスムーンやスケルトンを倒した。
ミラクルフラッシャー
ハンディングフラッシャーの強化光線。両手を腰に当ててから前方へ突き出して放つ破壊光線。数回使用されたが、決め技になった相手はない。第31話ではブーメランカッターにこれを当てて強化する戦法で、アルマジゴンを倒した。
スワニービーム
口から放つ速射光弾。繋ぎ技として使用する。第31話では「ミラクルフラッシャー」と呼ばれていた。
ダイナマイトパワー
エネルギーを全身にまとい、敵に体当たりする最強技。大量のエネルギーを消費することから、エネルギーを消耗した時には使えない。キラーβとジャンキラーJrを倒した。第33話でもサタンゴーネに対して使用されたが、決まる直前に逃げられた。
クロスパワー
両手を交差させてから大きく広げ、バックルから光線を放つ。ババラスを白骨化させた。
エネルギー光線
両眼から照射するエネルギーを変換させた光線。第43話でジャンボーグAへのエネルギー補給に使用された。
必殺ナインレザー
バックルから放射する物質分解光線。ミラーコングを倒したほか、デモンゴーネを撤退させた。
クロスショット
ミラーマンのシルバークロスと同じ構えで放つ、巨大なブーメラン状連続光弾。最終話だけの使用だが、テーマソングにも歌われている。太陽光エネルギー照射装置を破壊し、起死回生の一撃となった。
ジャンバリヤー
巨大な光のバリヤーを体の前面に発生させて敵の攻撃を防ぐ。キラーβの高熱火炎攻撃を防いだ。
修理機能
ジャンボーグAの故障箇所に触れることで手から光線を放射して修理する能力。ダブルキラーに倒されたジャンボーグAを修理した。また、同時にエネルギーの補充も行うことができる。
テレポート光線
目から放つ光線で操縦席にいるナオキをジャンボーグAの操縦席に転送する。第30話で使用。
復元光線
サタンゴーネによって怪獣人形にされた子供たちを元に戻した光線。第44話では、ミラーコングの鏡に閉じ込められた立花親子を救出した。
ジャンキック
強烈なキック。ジャンキラーをかなりの高さまで蹴り上げた。にせジャンボーグAとの戦闘時には下に蹴っていた。
マシンガンキック
空中静止して、足を発光させて連続蹴りを食らわす。マッドゴーネに使用したが、あまり効果がなかった。

## 登場メカ
ジャンセスナ
ジャンボーグAの素体である旧式セスナ。ナオキが勤務する大利根航空の保有である。
赤と白に塗装されており、主翼部分は赤い格子状のラインが施されている。機体番号はJA3395。胴体左右には「日本飛行協会」とのマーキングが入る。
第6話では売却されて人手に渡ってしまったり、Aがジャンキラーの攻撃で受けた損傷の影響で機体が動かなくなった時は、危うく廃棄処分にされかけたりと会社保有機ゆえの危機にも直面している。
ジャンカーZ
ジャンボーグ9の素体である軽自動車。ナオキが茂子から借金して買ったもので車体中心部からツートンで正面から見て左側が銀色。右側が赤く塗装されている。ナンバーは「8 品川 そ 39-65」。
セスナと違ってナオキの私物であり、行動の制約が大幅に緩和された。
- ベースカーは初代ホンダ・Z。ミニチュアは、ヒルマモデルクラフトによる大サイズ、美術スタッフによる市販品を改造したブリキ製の中サイズ、プラモデルを改造した小サイズの3種類が存在し、中サイズが最も使用された。その後、中サイズは円谷プロの倉庫から廃棄されたものを特撮監督の原口智生が譲り受けている。

なおナオキはジャンカーZ購入前に青（メタリックブルー）を基調としたスポーツカー、マツダ・コスモスポーツを所有していた。

ファイティングスター
PATの大型ジェット戦闘機。主武装はミサイルとロケット弾。事件現場では前線基地としての役割も持つ。ハンターQの登場により第一線より退くが、最終話で再び登場し、大気圏を離脱して月面に取り残されたジャンボーグ9をジェットコンドルと共に懸架し地球まで送り届けた。
- デザインは大澤哲三が担当した。
- コックピットは『ウルトラマンA』のタックファルコンのセットを改造したもので、同時期に撮影していた『ウルトラマンタロウ』のスカイホエールと共用であった。

ジェットコンドル
PATの複座式小型高速戦闘機。主力武装は機体下部の砲門から放つ破壊力の高いロケット弾。高い機動力を持ち、優れた旋回性能を見せる。宇宙空間も航行可能で、最終回では月へと航行した。
書籍『特撮ヒーロー大全集』では複数の機体は登場しないと記載しているが、第12話・第13話では岸京一郎が予備の機体を借り受けて搭乗している。
- デザインは木目憲悟が担当した。

PATカー
第25話まで使用された地上パトロール用の特殊専用車。非武装だが、探査機能に優れており、「フライングタイガー」の別名どおり、車体下部にあるホバークラフト装置によって短時間なら空中飛行も可能。
- ベース車両はマツダ・サバンナ。

ハンターQ
第38話から登場した、宇宙空間も航行可能な高性能の小型万能攻撃機。宇宙艇1号、2号に分離可能。単独での大気圏離脱が可能で、月まで短時間で到達できる高性能である。定員は1号は4名、2号は2名。対怪獣用のロケット砲を主武装とし、1号は消火装置、2号はマグネット弾とミサイル弾を装備している。
バモスI世・II世
第38話から登場した特殊車両。I世はロケット弾が武器で、中央部の大型プロペラを展開してローターを回転させることで飛行可能。赤いボディで1人乗り。II世は高性能レーダー搭載で水上走行も可能な水陸両用車両。青いボディの2人乗り。ベース車両はバモスホンダ。
- バモスI世のデザイン画での名称は「PATバモスII世」。
- デザインは大澤哲三が担当した。

PATジープ
第28話で浜田隊長が使用したほか、第33、35話でも登場した無改造の車両。
- 書籍『円谷プロ画報』ではこの車両がバモスI世・II世の原型になったと推測している。

ジャンボフェニックス
3機合体によるSGMの多目的巨大戦闘機。第32話のみ登場。同話でマッドゴーネに撃墜される。本作では3機合体のシーンはない。コックピットは『ミラーマン』の時とは違っていた。

## グロース星人
地球からおよそ15光年の彼方にある奇怪な形をした星、銀河系第24番星雲に存在するグロース星からやって来た宇宙人。全宇宙の支配を目論み、地球にもその魔手を伸ばす。またエメラルド星もグロース星人の攻撃を受け、交戦状態にある（第17話より）。「殺せ、奪え、焼き尽くせ！」を標語に、多くの星を滅ぼしてきた。グロース星人の中で特に優れた能力を秘めた者が戦闘隊長となって、地球を担当する戦闘隊長が侵略のイニシアチブを握り、怪獣や戦闘員を送り込む。戦闘隊長たちは全員巨大化能力を持っており、ジャンボーグAや9と死闘を演じた。
戦闘隊長は「ロボット宇宙船」や「ロボット司令船」とも呼ばれる超大型の宇宙船を有しており、前部の球体の光る部分から、破壊ビームや目くらましの閃光、グロース星人を瞬間移動させる光線などの万能的な威力を持つシャワー状の光線を発射する。
- 宇宙船のプロップは、『帰ってきたウルトラマン』のドラキュラスの宇宙船の改造[54]。

グロース星人
戦闘隊長たちの命令を受けて行動する一般兵士たち。全身緑色のタイツ姿だが黒いタイプもいる。普段は集団で無言のまま行動し、パントマイムのような不気味な動きを見せる。人間に憑依する能力も持つが、感情を見せることはない。言葉を話す者や、女性体もいる。
戦闘隊長がサタンゴーネに代わってからは、第34話の怪獣バタフライングとほぼ同じ形態（翅などが省略されている）の強化型の上位軍団も複数登場した。
- デザインは米谷佳晃。マスクは『ミラーマン』に登場したインベーダーの塗装を一部変更して流用。顔の白い模様は歌舞伎の隈取にヒントを得ており、マスクに直接ペイントされている。
- 新グロース星人のデザインは新規造形を想定して企画当初に起こされた全身デザインのもので、本来はこちらがグロース星人として登場する予定であったが、製作上の都合からインベーダーを流用したものとなった。その後、第3クールからの新路線に伴い、棚上げとなっていたデザインが転用された。造形では首から下の部分が黒に改められたほか、網目状のディテールが簡略化された。衣装は伸縮性のある生地が指定され、マスクも動きやすいラテックスによる成型処理で造形されたため、トランポリンによるアクションが想定外の好結果を引き出したという。

### 戦闘隊長
デザイン的な共通項として、何らかの武器となるプロップや、角を頭部周辺に持たせている。

アンチゴーネ
第1話から登場した初代戦闘隊長。性格は冷酷で残忍であり、初戦ではPATの立花隊長、第12話で岸隊長を殺害している。
アンチスティッカーという鋭い杖状の武器から放つ破壊光線で敵を攻撃したり、特殊な光線で地球の生物や無機物を怪獣化することができる。また、消化剤も噴射することもできる。
第13話でジャンボーグAのジャンサーベルを受けて死亡した。
- 名称は戯曲『アンチゴーヌ』に由来する。
- デザインは米谷佳晃。元々は『ジャンボーグA』の前身企画『ゴッドマン』のキャラクターとしてデザインされていた。頭部はツタンカーメンの仮面がデザインモチーフとなっており、大きなゾウの耳のような突起物を配し、両肩の角をそそり立たせる形でV字の体型にしている。趣がほかのゴーネとやや異なるのは、等身大で登場することを念頭に、脚を動きやすさ優先でタイツ地にしていたため、着ぐるみ造形ではなく衣装となっていたことから、マッドゴーネ以降は意図して、特撮的な着ぐるみ造形に軸足を置く形でデザインされた。

マッドゴーネ
第13話でアンチゴーネが死んだ直後に姿を現した2代目戦闘隊長。強烈なビームを発射する武器を手に持つ。ベルトのバックルから生物を凶暴化させる霧状のガス「マッドフォッグ」を放射する。ジャンキラーやダブルキラーなど強力な怪獣やロボットを配下としており、アンチゴーネよりも具体的で残忍な作戦を展開してナオキたちを苦しめた。
第32話でグロース星総司令の命令で巨大化するも、村上隊長が乗ったジャンボフェニックスの体当たりによって弱点の角を切断され、弱ったところを9のブーメランカッターを受けて首と右腕を切断され倒された。
- デザインは米谷佳晃。ゼブラ柄で全体を通し、雷神がデザインモチーフで、角は発電所の電極コイルをイメージしている。額の「Y」型の模様は米谷のイニシャルをアレンジしたもの。
- アンチゴーネが断末魔に「兄貴！」と叫んだ直後に出現したことから、関連書籍には「アンチゴーネの兄」と断定しているもの、「兄と思しい」と推測しているものが見受けられるが、米谷佳晃は自著で「アンチゴーネの兄貴格という意味で、正式な兄弟関係にはない」と、この説を否定している。

サタンゴーネ
第33話から登場した3代目戦闘隊長。グロース星の名門サタン族の出身であり、第41・42話に登場する宇宙魔女ババラスは彼の祖母にあたる。サンタクロースなどに変身して人間たちを騙して利用するなど、精神的、頭脳的な人間の弱点を衝く戦略に秀でている。戦闘形態時には頭部左右から下向きに伸びた角とは別に上部の切り株状の突起から長いねじれた角・サタンホーンを2本出し、これを外して投げたり手に持って武器にもする。レーザービームや高熱火炎などを放つ万能杖サタンステッキを武器とし、全身にメタリックガードという防具を装備している。配下の怪獣は怪奇性を帯びたものが多い。
第45話でPATの攻撃で右眼を負傷し、同話終盤と第46話（改造形態含む）では右目に眼帯をつけている。
- デザインは米谷佳晃。頭頂部の長大な角はレイヨウがモチーフ。角が長すぎて動きに支障が出たため、伸縮ギミックが追加され、顎や耳にも異様な角を付けていたことから、特徴そのものを失う最悪な事態は免れている。武器も角に呼応させてバランス的に杖状の長いものとなった。
- 長身のイメージを与えるためにスーツアクターを変更している。

改造サタンゴーネ
第46話に登場。デモンゴーネから死刑を宣告されたサタンゴーネが、どうせなら戦って死にたいと望んで自らの全身を強化改造した姿。戦闘のために凶暴化する宇宙ヘルメットを被り、通常形態で着用していたマントを外している。腹部から伸ばした鞭で捕らえた敵に強烈な破壊光線を流し込む。
デモンゴーネによって体内に爆薬ニトログロースを転送され、負けた場合は爆破される条件でPAT基地に進撃し、PATとジャンボーグAに挑んだ。
最期は腕を斬られた後、処刑用にデモンゴーネによって体内に埋め込まれていた爆弾でジャンボーグAを道連れにしようとしたが間一髪でかわされ、単独で爆死した。
- 幹部を改造するという案は、前任のマッドゴーネ退場時にジャンボフェニックスを登場させるなどして盛り上げていたため、それよりも強さを表現することが求められ、負傷した上で新たな姿を登場させることで存在感を高めるという意図によるものであった。
- デザインは米谷佳晃。スーツはサタンゴーネを改造したもので、難点であった長い角を隠すために帽子のようなモンゴル兵士風の冠が被せられた。また身体に貼り付けられたプロテクターはそれまでの撮影でダメージを受けて潰れた細かいディテールを覆い隠す意図もあった。改造されたエネルギーのようなものが体内から放出されたという解釈で体色を変えることも想定していたが、現場で塗装にかける時間がなくなったため断念された。

デモンゴーネ
4代目の戦闘隊長で、グロース星の地球侵略総司令官。サタンゴーネの死後、自ら地球侵略に乗り出す。金髪をなびかせる頭部には男と女の二つの顔を持ち、作戦状況によって使い分ける。怪獣などは保持しておらず、男性の顔になることで右手にフリーザー光線やデビルレーザーなど数種類のビームを発射する杖を持ち、外部からの衝撃を吸収するマントをまとっており、さらにデビルテレパシーなどの絶大な超能力を誇る。ジャンボーグ9を強烈な念力で操ることが可能で、腹部の大きな目からは光線を放つが、ここが弱点でもある。
月面での最終作戦においてはジャンボーグAに大打撃を与えて戦闘不能の状態へと追い込むも、不退転の覚悟で挑んだジャンボーグ9によって太陽光エネルギー照射装置を破壊されて失敗、道連れにしようと死闘を繰り広げ、あと一歩というところまで追い詰めたが、一瞬の隙を突いた9に照射装置の残骸（砕けた鏡）で腹部を貫かれて倒された。
- デザインは米谷佳晃。全身が女性タイプで描かれ、追加で男性の頭部が起こされ、マスクは鬼面の男と能面の女で差し替え式になっている。サタンゴーネの角が長すぎたことへの反省から、短い牛の角をモチーフとしており、男のみに取り付けている。その一方で女には金色の長髪を利用して角隠しのような状態でデザインされた。腹部の単眼は、『ミラーマン』のビッグアイで実現できなかった瞼の開閉に再び挑んだものである。

### 登場怪獣・ロボット
本作品の怪獣の多くは、宇宙サイボーグというジャンボーグAの設定に応じ、人工的な要素を生物的な怪獣に加味したサイボーグ怪獣としてデザインされている。
造形では既存スーツの改造をあまり行わずほとんどが新規造形されたが、結果として造形費用が捻出できなくなり終盤は新規怪獣が登場しなくなった。

## スタッフ
- プロデューサー：淡豊昭
- 音楽：菊池俊輔
- 撮影：町田敏行（本編）、君塚邦彦、郡司泰夫、猪瀬雅彦（特撮）
- 照明：比留川大助、小島真二（本編）、原文良（特撮）
- 美術：菊地昭、管野幸光（本編）、大澤哲三（特撮[注釈 19]）
- 録音：星野敏明、高橋久義
- 編集：柳川義博、高木久美子
- 効果：小森護雄
- 合成：松田博、宮西武史
- 作画：石井義雄、塚田猛昭
- 操演：小笠原亀
- 装飾：篠川昭一、手島敏昭
- 怪獣デザイン：米谷佳晃、大澤哲三、木目憲悟
- 機電：倉方茂雄
- 助監督：岡野敬、北村武司（本編）、吉村善之、佐藤利治、米山紳（特撮）
- 記録：黒岩美穂子、市原伊与子、宮崎信恵、牧野千恵子、黒田知子、中井妙子、中町真理、堀ヨシ子、島田はる、田畑三代、松丸春代、沢田享子、矢口良江
- 制作主任：大橋和男、菊池満（本編）、佐山彰二（特撮）
- 制作担当：高山篤
- 協力：社団法人日本飛行連盟、日本フライングサービス、本田技研工業
- 制作：毎日放送、円谷プロ
- ノンクレジット
  - プロデューサー：青木民男[90]、西明実[91]、斉藤偵[91]（毎日放送担当）、井口亮[91]（毎日放送東京本社担当）

## 主題歌・挿入歌
レコードは東宝レコードより発売。1973年2月に「ジャンボーグA」「輝けPAT」を収録したシングル盤 (DT-1005) が発売され、1973年8月に「戦え! ジャンボーグ9」「エース・アンド・ナイン」を収録したシングル (DT-1011) が発売され、「戦え! ジャンボーグ9」のシングルと同日には上記4曲収録の17cm LP  (DT-4007) が発売された。
ジャンボーグA
作詞：清瀬かずほ / 作曲・編曲：菊池俊輔 / 歌：谷あきら、荒川少年少女合唱団
子門真人が「谷あきら」名義で歌っている。東宝レコードのオリジナル盤のほか、複数のレコード会社からカバー盤が発売された。オリジナルでは「谷あきら」名義だった子門真人は、カバー版では子門真人の名で歌っている。
番組のオープニング映像は、大空を飛翔するジャンセスナの実写映像だけであり、ジャンボーグや怪獣は一切登場しない。
開始当初、タイトル部のBGMは電子音楽で、OP映像のスタッフと出演者のテロップは黒、歌詞テロップは赤であり、また一部のスタッフテロップは離ればなれになっていたが、1カ月でタイトルBGMは「ジャンボーグA」のイントロとコーダを合わせた音楽、テロップ色は全て白に、それぞれ変更、スタッフテロップの離れ表記も廃止した。
また第14話から第27話までは、コーダ部分にジャンボーグAを紹介するナレーションが入っていた。

挿入歌
輝けPAT（第13・14・39話）
作詞：谷のぼる / 作曲・編曲：菊池俊輔 / 歌：谷あきら、サークル・バレーズ
最終話ではカラオケ版が使用された。
なお、劇中で使用された歌唱版は、サークル・バレーズのみが歌ったバージョンである。
戦え! ジャンボーグ9（第27-34・43話）
作詞：清瀬かずほ / 作曲・編曲：菊池俊輔 / 歌：谷あきら
第42・44・48-最終話ではカラオケ版が使用された。
エース・アンド・ナイン（第43・47話）
作詞：山浦弘靖、だんとよあき / 作曲・編曲：菊池俊輔 / 歌：サークル・バレーズ
第42話ではカラオケ版のみ、第43話ではカラオケ版との併用で使用された。

## キャスト
- 立花ナオキ：立花直樹
- 立花信也：天田俊明
- 立花茂子：桜田千枝子
- 立花和也：香山高寛
- 岸竜蔵：大橋一元
- 浜田守：松川勉
- 村上浩：和崎俊哉
- 熊井五郎：丸岡将一郎
- 野村せつ子：加瀬麗子
- 風間一平：中村俊男
- 大羽健次：瀬戸山功
- 安田秀彦：杉山元
- 伴野大作：田崎潤
- 小野寺参謀：佐原健二
- ジャンボーグA：高橋重大、岩本照雄、坂本道治
- ジャンボーグ9：西条満[注釈 21]
- 立花ナオキ・アクションボイス：子門真人（第3 - 25話）、池水通洋（第26 - 50話）
- アンチゴーネ：志村左近
- アンチゴーネの声：森山周一郎
- マッドゴーネ：志村左近、有川兼光
- マッドゴーネの声：池水通洋
- サタンゴーネ：森一成
- サタンゴーネの声：戸田皓久（第32 - 38話）、内田稔（第39 - 46話）
- デモンゴーネ：森一成
- デモンゴーネの声：田中信夫（男）、加川友里（女）
- エメラルド星人の声：納谷悟郎
- 怪獣：坂本道治、岩本照雄、白鳥一夫、高やすのり、森一成、大瀬松一 ほか
- ナレーター：浦野光

## 放送リスト
| 放送日   | 話数 | サブタイトル                                           | 登場怪獣・ロボット                                            | ゲスト | 脚本                    | 特殊技術              | 監督     |
| -------- | ---- | ------------------------------------------------------ | ------------------------------------------------------------- | --- | ----------------------- | --------------------- | -------- |
| 1月17日  | 1    | エメラルド星からの贈り物                               | - キングジャイグラス - エメラルド星人                         | | 山浦弘靖                | 矢島信男              | 黒田義之 |
| 1月24日  | 2    | 大逆襲！アンチゴーネ ― ルバンガーキング登場 ―          | ルバンガーキング                                              | | 山浦弘靖                | 矢島信男              | 黒田義之 |
| 1月31日  | 3    | 倒せ怪獣！ジャンファイト ― チタンガー登場 ―            | チタンガー                                                    | | 田口成光                | 高野宏一              | 東條昭平 |
| 2月7日   | 4    | 危うし！ジャンボーグA ジャイアントロボット登場         | ジャイアントロボット〈ゼロ〉                                  | - 三津田：加地健太郎 - 妻：蔵悦子 - 京介：小林達彦                                                                                             | 田口成光                | 高野宏一              | 東條昭平 |
| 2月14日  | 5    | 叫べナオキ！いまだ デスコングキング登場                | デスコングキング                                              | - カオリ：戸川京子 - 警備員：永谷悟一、所雅樹                                                                                                  | 安藤豊弘                | 矢島信男              | 岡村精   |
| 2月21日  | 6    | 絶望！売られたジャンセスナ ― モンスロボ登場 ―          | モンスロボ                                                    | - 佐々木：増田順司 - 秘書：金子富士雄 - 女中：丘ゆり子 - 警備員：山尾範彦                                                                      | 安藤豊弘                | 矢島信男              | 黒田義之 |
| 2月28日  | 7    | 立て！孤独の英雄ナオキ －キングテットゴン登場－        | キングテッドゴン                                              | | 山浦弘靖                | 高野宏一              | 東條昭平 |
| 3月7日   | 8    | 夕陽に唄え！トランペッター －グラスキング登場－        | グラスキング                                                  | - 三島光子：大原福美 - 三島和代：露原千草 | 山浦弘靖                | 高野宏一              | 東條昭平 |
| 3月14日  | 9    | 絶体絶命！ジャンボーグA 二大サイボーグ怪獣登場         | - フライトキング - キングジンジャー                           | | 田口成光                | 矢島信男              | 志村広   |
| 3月21日  | 10   | 響け！戦いのトランペット ― 二大サイボーグ怪獣登場 ―    | - 改造フライトキング - キングジンジャー                       | | 田口成光                | 矢島信男              | 志村広   |
| 3月28日  | 11   | 壮烈!! 涙の一撃 ― ドクロスキング登場 ―                 | ドクロスキング                                                | - 健太：野島千照 - おとうさん：鈴木治夫 - おかあさん：毛利幸子 - 美紀先生：信沢三恵子                                                          | 安藤豊弘                | 高野宏一              | 鈴木俊継 |
| 4月4日   | 12   | 大阪に死す！ジャンボーグA 二大サイボーグ怪獣登場       | - ゴールデンアーム - デッドファイヤー                         | - 岸京一郎：石田信之 | 山浦弘靖                | 高野宏一              | 鈴木俊継 |
| 4月11日  | 13   | よみがえれ今！ジャンボーグA ― 二大サイボーグ怪獣登場 ― | - デッドファイヤー - アンチゴーネ                             | - 岸京一郎：石田信之 | 山浦弘靖                | 高野宏一              | 鈴木俊継 |
| 4月18日  | 14   | 恐怖！夜空に舞う地獄花                                 | - マッドサタン - マッドフラワー                               | - 文子：吉原緑 - 守衛：佐野哲也 | 山浦弘靖                | 矢島信男              | 東條昭平 |
| 4月25日  | 15   | 嵐を呼ぶマッドゴーネ ― マイティーグロース登場 ―        | マイティグロース                                              | - 石川真次：高田直久 | 安藤豊弘                | 矢島信男              | 東條昭平 |
| 5月2日   | 16   | 怪奇！魔女怪獣現わる ― デモンスター登場 ―              | デモンスター                                                  | - 奈美：東敬子 - 老人：藤川準 - 村人：西郷正二                                                                                                 | 山浦弘靖                | 真野田陽一            | 鈴木俊継 |
| 5月9日   | 17   | エメラルド星から来たカイン                             | - フリーザーキラー - エメラルド星人カイン（声 - 佐々木功）    | | 安藤豊弘                | 高野宏一              | 東條昭平 |
| 5月16日  | 18   | 恐怖！アントロンの罠                                   | アントロン                                                    | - 少女：中沢祥枝 - 少年：岩本和弘 - 長老：河村憲一郎                                                                                           | 田口成光                | 真野田陽一            | 鈴木俊継 |
| 5月23日  | 19   | 危うし！死の水爆ミサイル ― バレンタイン登場 ―          | バレンタイン                                                  | - 風間松代：本間文子 | 山浦弘靖                | 高野宏一              | 東條昭平 |
| 5月30日  | 20   | ポンコツ自動車の大反乱！ ― ダンプコング登場 ―          | ダンプコング                                                  | - 敬介：江戸家猫八 - 正夫：斉藤健夫 - 社長：福山象三 - 古川登志夫                                                                              | 安藤豊弘                | 矢島信男              | 黒田義之 |
| 6月6日   | 21   | 怪奇！宇宙の怪獣墓場                                   | - ウータン - 亡霊怪獣軍団                                     | - 健太：野島千照 - 陽子：雨宮由美 | 安藤豊弘                | 矢島信男              | 黒田義之 |
| 6月13日  | 22   | パット全滅作戦!! ― テロキング登場 ―                    | テロキング                                                    | - 小野寺真一：松原和仁 | 田口成光                | 矢島信男              | 黒田義之 |
| 6月20日  | 23   | 祭りだ！おみこし大変身 ― ストーンキング登場 ―          | ストーンキング                                                | - 小野寺真一：松原和仁 | 山浦弘靖                | 高野宏一              | 東條昭平 |
| 6月27日  | 24   | 死闘！海底の秘密基地 ― ガメレオンキング登場 ―          | ガメレオンキング                                              | - カメラマン：金子富士雄 - グロース星人：郷内栄樹、中水雪舟、浦上一行 - 通信員：田尻陽一郎、有川兼光                                           | 安藤豊弘                | 高野宏一              | 東條昭平 |
| 7月4日   | 25   | ― グロース第1号作戦 ― チビッコどもを改造せよ           | ガイアグネス                                                  | - 啓太：松原寛祐 - 先生：岩崎信忠 - 謎の女：北川めぐみ                                                                                         | 安藤豊弘 岡野敬         | 矢島信男              | 樋口弘美 |
| 7月11日  | 26   | ― グロース第2号作戦 ― 気ちがい星とノンビリゴン         | ノンビリゴン                                                  | - 忠夫：石井秀人 | 山浦弘靖                | 矢島信男              | 樋口弘美 |
| 7月18日  | 27   | ジャンボーグA-2号誕生！ その名はJ-9                    | ジャンキラー                                                  | | 田口成光                | 吉村善之              | 黒田義之 |
| 7月25日  | 28   | 復活！ジャンボーグA ― グロース第4号作戦 ―              | エアドルメン                                                  | - 三ツ木博士：高野真二 - 三ツ木雪子：佐々木マミ - スクラップ屋：神田正夫                                                                       | 田口成光                | 吉村善之              | 黒田義之 |
| 8月1日   | 29   | ― グロース第5号作戦 ― にせジャンボーグAを送りこめ！    | にせジャンボーグA                                             | | 安藤豊弘                | 矢島信男              | 東條昭平 |
| 8月8日   | 30   | J-A J-9を処刑せよ！                                    | - ダブルキラー - （キラーα、キラーβ）                         | | 山浦弘靖                | 矢島信男              | 東條昭平 |
| 8月15日  | 31   | 氷の地獄へつっ走れ！                                   | アルマジゴン                                                  | | 山浦弘靖                | 高野宏一              | 黒田義之 |
| 8月22日  | 32   | 大爆発！マッドゴーネの最後                             | マッドゴーネ                                                  | - 野村由起：安芸昌子 | 安藤豊弘                | 高野宏一              | 黒田義之 |
| 8月29日  | 33   | サンタが悪魔の鈴鳴らす                                 | サタンゴーネ                                                  | - こどもたち：戸川京子、中沢祥枝、石井秀人、大山正明、田中秀人、斉藤耕二、桶田奈保美、劇団ひまわり、劇団こじか - サンタクロース：林寛一        | 安藤豊弘                | 矢島信男              | 岡村精   |
| 9月5日   | 34   | 死神からの殺人予告電話！                               | バタフライング                                                | - 宮川郁子：八木昌子 - 宮川助教授：北川陽一郎 - 黒衣の女：桂木美加 - 赤ん坊：宍戸利英子 - 警官：林秀樹 - 商店主：築地博 - アナウンサー：根上忠 | 山浦弘靖                | 矢島信男              | 岡村精   |
| 9月12日  | 35   | 怪奇！死の黄金怪獣                                     | - ゴールドドラゴン - ゴールドスネーク                         | | 若槻文三                | - 高野宏一 - 吉村善之 | 黒田義之 |
| 9月19日  | 36   | 恐怖！蛇が岳の秘密                                     | オロロンガー                                                  | - 片岡はじめ：宮沢幸民 - カオリ：戸川京子 - おばあさん：原ひさ子 - お母さん：石井麗子 - おまわりさん：車だん吉                                 | 田口成光                | - 高野宏一 - 吉村善之 | 黒田義之 |
| 9月26日  | 37   | 出現！恐怖の怪鳥エレキバード                           | エレキバード                                                  | - こどもたち：根本友行、渡辺和晃、滑川真澄 - 警備員：上田耕一                                                                                  | 安藤豊弘                | 矢島信男              | 東條昭平 |
| 10月6日  | 38   | サイボーグ・コマンドを倒せ！ ― パット新兵器登場 ―      | ケンダウルス                                                  | | 山浦弘靖                | 矢島信男              | 東條昭平 |
| 10月13日 | 39   | なき叫ぶドクロ湖の恐怖                                 | デスムーン                                                    | - ただし：高橋仁 - 良一：佐藤一臣 - 警官：小池幸二 - 男：三上左京                                                                              | 若槻文三                | 大木淳                | 大木淳   |
| 10月20日 | 40   | 大奮戦！バモスI世 バモスII世                           | スケルトン                                                    | | 山浦弘靖                | 大木淳                | 大木淳   |
| 10月27日 | 41   | 宇宙魔女ババラスのロボット作戦                         | - ババラス（声 - 武智豊子） - オネストキング（声 - 西川幾雄） | - ババラス(人間態)：ホーン・ユキ | 安藤豊弘                | 吉村善之              | 東條昭平 |
| 11月3日  | 42   | 呪い針！ババラスの逆襲                                 | ババラス                                                      | - ババラス(人間態)：ホーン・ユキ | 安藤豊弘                | 吉村善之              | 東條昭平 |
| 11月10日 | 43   | 殺し屋ロボット・必殺の罠                               | ジャンキラーJr.                                               | - ピエロ：東隆明 - こどもたち：渡辺和晃、山田浩之、劇団ひまわり、日本児童劇団                                                                  | 安藤豊弘                | 矢島信男              | 黒田義之 |
| 11月17日 | 44   | 妖怪ロボット・地獄の鏡                                 | ミラーコング                                                  | - アナウンサー：西川幾雄 | 安藤豊弘                | 矢島信男              | 黒田義之 |
| 11月24日 | 45   | ほえる昆虫怪獣・砂地獄                                 | キングビートル                                                | - こどもたち：佐藤賢司、松川純史、富山匡人、佐久間陽一、州藤春一、佐伯良二、柴山二三雄、湯川隆                                                 | - 安藤豊弘 - 奥津啓二郎 | 大木淳                | 岡村精   |
| 12月1日  | 46   | サタンゴーネ最後の大進撃！                             | 改造サタンゴーネ                                              | - ガードマン：向正人 | 若槻文三                | 大木淳                | 岡村精   |
| 12月8日  | 47   | 死闘！エース対ナイン？ ― デモンゴーネ登場 ―            | - デモンゴーネ - エメラルド星人                               | | 山浦弘靖                | 矢島信男              | 東條昭平 |
| 12月15日 | 48   | 大逆襲！デモンゴーネ                                   | デモンゴーネ                                                  | | 若槻文三                | 矢島信男              | 東條昭平 |
| 12月22日 | 49   | 謎！デモンの呪いが時を裂く                             | デモンゴーネ                                                  | - 啓太郎：北見治一 - 時夫：安田雅道 - 店の客：森本三郎、加藤茂雄                                                                               | 山浦弘靖                | 吉村善之              | 大木淳   |
| 12月29日 | 50   | トウキョウ最後の日                                     | デモンゴーネ                                                  | | 山浦弘靖                | - 佐川和夫 - 吉村善之 | 大木淳   |

- 1973年1月10日には毒蝮三太夫と中村省子の司会で『ちびっ子集まれ! まんが・怪獣・大集合』と題した特別番組を、MBSミリカホールから録画中継。ジャンボーグAが仮面ライダー、変身忍者 嵐、ミラーマンと共演してゲルショッカーや血車党の怪人と戦うなど、1月17日から始まる『ジャンボーグA』の前夜祭も兼ねた内容だった[93]。

## ロケ地
大利根航空のシーンは、埼玉県熊谷市（旧・妻沼町）の利根川河川敷にある、日本学生航空連盟妻沼滑空場で撮影された。埼玉県桶川市の荒川河川敷にあるホンダエアポートではない。また、荒川土手のシーンは同県の和光市、志木市、戸田市と東京都北区と板橋区高島平付近である。

## 放送局
- 毎日放送（製作局）
- NET（現：テレビ朝日）：水曜 19:30 - 20:00（第37話まで）→  土曜 19:00 - 19:30（第38話から）
- 北海道テレビ：土曜 19:00 - 19:30[94]
- 青森テレビ：水曜 19:30 - 20:00[95]
- 秋田放送：日曜 18:00 - 18:30[96]
- テレビ岩手：日曜 10:00 - 10:30[97]
- 山形放送：火曜 17:30 - 18:00[98]
- 宮城テレビ：月曜 18:00 - 18:30[99]
- 福島中央テレビ：水曜 19:00 - 19:30（第37話まで）→  月曜 18:00 - 18:30（第38話から）[100]
- 新潟総合テレビ：火曜 17:20 - 17:50[101]
- 信越放送 : 月曜 17:20 - 17:50 (第11話まで) → 月曜 17:15 - 17:45 (第12話から) [102]
- 山梨放送：木曜 18:00 - 18:30[103]
- 富山テレビ：月曜 - 金曜 18:00 - 18:30（1974年に放送）[104]
- 石川テレビ
- 福井テレビ：金曜 18:00 - 18:30[105]
- テレビ静岡：土曜 17:00 - 17:30[103] → 金曜 18:00 - 18:30（1973年10月から）[106]
- 名古屋放送[注釈 24]
- 山陰放送：日曜 15:30 - 16:00[107]
- 岡山放送：日曜 10:00 - 10:30[108]
- 広島ホームテレビ：水曜 19:30 - 20:00[108] → 土曜 19:00 - 19:30[94]
- テレビ山口：火曜 18:00 - 18:30[109]
- 四国放送
- 瀬戸内海放送：水曜 19:30 - 20:00[108] → 土曜 19:00 - 19:30[94]
- テレビ愛媛：金曜 18:00 - 18:30[110]
- 高知放送：日曜 8:30 - 9:00[111]
- 九州朝日放送 [注釈 25]
- 長崎放送
- テレビ熊本：土曜 19:00 - 19:30[112]（1973年2月3日放送開始）[113]
- 大分放送
- 宮崎放送
- 南日本放送：火曜 18:00 - 18:30
- 琉球放送

## 映像ソフト化
- 1987年よりビデオソフトが東宝ファミリークラブより2巻発売。第1巻は第1、6話を収録。第2巻は第8, 12, 13話を収録。
- 1990年代にLD-BOXがビームエンタテイメントよりPART1、PART2の2巻発売。PART2には『ジャンボーグA&ジャイアント』のラッシュフィルムが収録されている。
- 2004年3月21日と6月30日にメモリアルDVD-BOXがエイベックスより発売[114]。「ジャンボーグA編」と「ジャンボーグ9編」の全2巻[114]。第26話のサブタイトルは自主規制後のものになっている[注釈 23]。
- 2012年5月21日から9月21日にかけて東映ビデオより単巻（全10巻）のDVDが発売。
- 2016年3月9日に東映ビデオよりDVD-BOXが発売。

## 漫画

### 1970年版
1973年にドラマ化されたものとは、一部設定が異なる。
「ジャンボーグA」は地球の科学者が、PATの記述顧問である大川博士が建造したPATの参謀から極秘に依頼された操縦型ロボットで、操縦者は大川博士の息子、真一少年となっている。デザイン自体はのちのテレビ版にきわめて近い。操縦室は、テレビ版では頭部左眼の奥に設定変更されているのに対して、漫画版では腹部格子状部分の中に位置する。ただ、操縦者の身体の動きにシンクロナイズさせる操縦方法自体は、テレビ版と同様である。セスナ機からの変形はテレビ版から追加された設定であり、漫画版には無い。
ストーリー
少年・大川真一が、父の作った巨大ロボット・ジャンボーグAに乗り、ムー星人と戦う。

掲載誌
- よいこ 1970年11月号 - 1971年3月号 （画：宮坂栄一）
- 幼稚園  1970年12月号 - 1971年3月号（画：宮坂栄一）
- 小学一年生 1970年12月号 - 1971年3月号（画：中城けんたろう）
- 小学二年生 1970年12月号 - 1971年3月号（画：内山まもる）

### 1973年版
テレビとのタイアップで連載された。
掲載誌
参照 特撮ヒーロー大全集 1988, p. 184
- 小学一年生　1973年2月号から12月号連載（画：2月号から3月号 さいとうあきら、4月号から11月号 浅井まさのぶ、12月号 内山まもる）
- 小学二年生　1973年新年増刊号および、2月号から12月号連載（画：新年増刊号 内山まもる、2月号から6月号 江原伸、7月号から11月号 江原世張、12月号 かたおか徹治）
- 小学三年生　1973年2月号から12月号連載（画：2月号から3月号 内山まもる、4月号から12月号 生田正次）
- 小学四年生　1973年2月号から12月号連載（画：2月号から3月号 高須礼二、4月号 原成、5月号から12月号 池原成利）
- 小学五年生　1973年2月号から12月号連載（画：ひゃくた保孝）
- 小学六年生　1973年2月号から12月号連載（画：富田一公）
- 小学館BOOK　1973年2月号から12月号連載（画：みやぞえ郁雄）

## 関連作品
- ジャンボーグA&ジャイアント
- 人気怪獣大パレード - 1984年にテレビ東京の『5夜連続シリーズ スーパーTV』で放送。3月29日放送の第4回では本作を放送、その前の3月28日では『ミラーマン』を放送した。
- 大怪獣バトル ウルトラ銀河伝説 THE MOVIE - 劇中に登場する宇宙警備隊隊員・候補生の顔のデザインは全てエメラルド星人を参考に造型されている。
- ウルトラマンゼロ THE MOVIE 超決戦!ベリアル銀河帝国 - 本作品のキャラクターをモチーフにした「ジャンボット」と「ダークゴーネ」が登場する。
- ウルトラマンゼロ外伝 キラー ザ ビートスター - 本作品のキャラクターをモチーフにした「ジャンキラー（ジャンナイン）」が登場する。
- 新ウルトラマン列伝 - 第9話でジャンボットとジャンナインが採り上げられたことに合わせ、別次元の存在という形で本作が紹介された（第30話の映像を使用）。